# Golfo del Bengala
Il golfo del Bengala, o baia del Bengala (in bengali বঙ্গোপসাগর, in birmano ဘင်္ဂလားပင်လယ်အော်, in hindī बंगाल की खाड़ी e in singalese බෙංගාල බොක්ක) è l'insenatura più ampia del mondo e, per le sue dimensioni (2 172 000 km² di superficie), può essere considerato un mare vero e proprio, nonostante il nome. Di forma approssimativamente triangolare, costituisce la parte nordorientale dell'Oceano Indiano ed è collocato fra il Subcontinente indiano a ovest e l'Indocina ad est.

## Geografia
Secondo la suddivisione dei mari effettuata nel 1953 dall'organizzazione idrografica internazionale, il limite continentale orientale del golfo è capo Negrais, in Birmania, che lo separa dal mare delle Andamane. La linea che separa i due bacini prosegue a sud verso Preparis, la più settentrionale delle isole Andamane, dalla quale capo Negrais dista 133 km. I limiti orientali sono poi costituiti dalle stesse Andamane, dalle isole Nicobare ed infine dall'estremità nord di pulau Bras, una piccola isola al largo della punta settentrionale di Sumatra, in Indonesia. Il confine sud del golfo parte da tale punto di pulau Bras ed arriva all'estremità meridionale dell'isola di Sri Lanka.
Il confine a sud-ovest parte dal capo meridionale di Sri Lanka, tocca poi le coste orientali e settentrionali dell'isola ed il ponte di Adamo, che connette Sri Lanka all'India. Le coste continentali che si affacciano sul golfo sono quelle dell'India orientale, a partire dal ponte di Adamo, tutte quelle del Bangladesh e quelle settentrionali della Birmania, fino al capo Negrais.
Molti dei fiumi principali dell'India sfociano nel golfo del Bengala, come il Godavari, il Krishna e il Kaveri (o Cauvery in inglese). Dal Bangladesh giungono le acque del delta del Gange, formate dalla confluenza dei fiumi Gange (nome locale Padma o Podda), Brahmaputra (Jamuna o Jomuna) e Meghna.
Si affacciano sul golfo gli stati di India, Sri Lanka, Bangladesh e Birmania. I porti più importanti sono Madras, Calcutta, Pondicherry e Chittagong. Nel golfo del Bengala sono presenti correnti marine che contribuiscono al clima mite della zona. Il golfo è noto per essere luogo di formazione e/o transito di cicloni tropicali provenienti dall'Oceano Indiano, durante la relativa stagione monsonica, tra cui il noto ciclone del Bangladesh del 1991.